# Síndic de la Universitat
El síndic de la Universitat era a Mallorca la persona encarregada de defensar tots els assumptes de la Universitat.
El síndic en el dret públic català ha estat, en general, un representant de les Universitats o dels estaments. Els síndics, a la Corona d'Aragó també eren els representants de les ciutats i les viles reials a les corts. El conjunt de síndics de cadascun dels regnes constituïa el braç reial de les corts d'aquests.